# رولینس
رولینس (انگلیسی: Rollins, Inc.) شرکت کشاورزی آمریکایی است، که در سال ۱۹۴۸ تأسیس شد.